# Tahat
Der Tahat (arabisch جبل تاهات Dschabal Tahat, DMG Ǧabal Tāhāt) ist der höchste Berg Algeriens. Seine Höhe wird traditionell mit 3.003 m angegeben. Andere Quellen kommen zu deutlich niedrigeren Werten zwischen 2.908 m und 2.859 m. Er ist außerdem die höchste Erhebung im Atakor-Vulkanfeld und im gesamten Ahaggargebirge.